# Andrzej Piotrowski (siatkarz)
Andrzej Piotrowski (ur. 17 maja 1966) – polski siatkarz, grający na pozycji rozgrywającego i libero, a także trener siatkówki plażowej. Jest zdobywcą Pucharu Polski w 1999 z Czarnymi Radom. W 2000 w Pucharze Europy Zdobywców Pucharu z radomskim WKS-em zajął 6. miejsce w grupie półfinałowej. Później grał w niższych ligach, był zawodnikiem m.in. Bzury Ozorków i UKS SMS Łódź (w sezonie 2005/06 jako grający trener).
Po zakończeniu kariery zawodniczej zajął się pracą szkoleniową. W latach 2005–2008 był trenerem w UKS SMS ŁÓDŹ, a w 2008 został szkoleniowcem piłki plażowej SMS Łódź. Siatkarzy plażowych doprowadził do mistrzostwa Polski juniorów oraz mistrzostwo Polski kadetów. Objął również funkcję trenera reprezentacji Polski kadetów i juniorów w siatkówce plażowej. W 2010 jego podopieczni Kantor-Łosiak zdobyli złoty medal Mistrzostw Europy U-20 we Włoszech oraz złoty medal Mistrzostw Świata U-19 w Portugalii. 
Nominowany w plebiscycie Siatkarskie Plusy 2010 w kategorii Trener Roku.